# Erinnyis impunctata
Erinnyis impunctata är en fjärilsart som beskrevs av Rothschild och Jordan 1903. Erinnyis impunctata ingår i släktet Erinnyis och familjen svärmare. Inga underarter finns listade i Catalogue of Life.

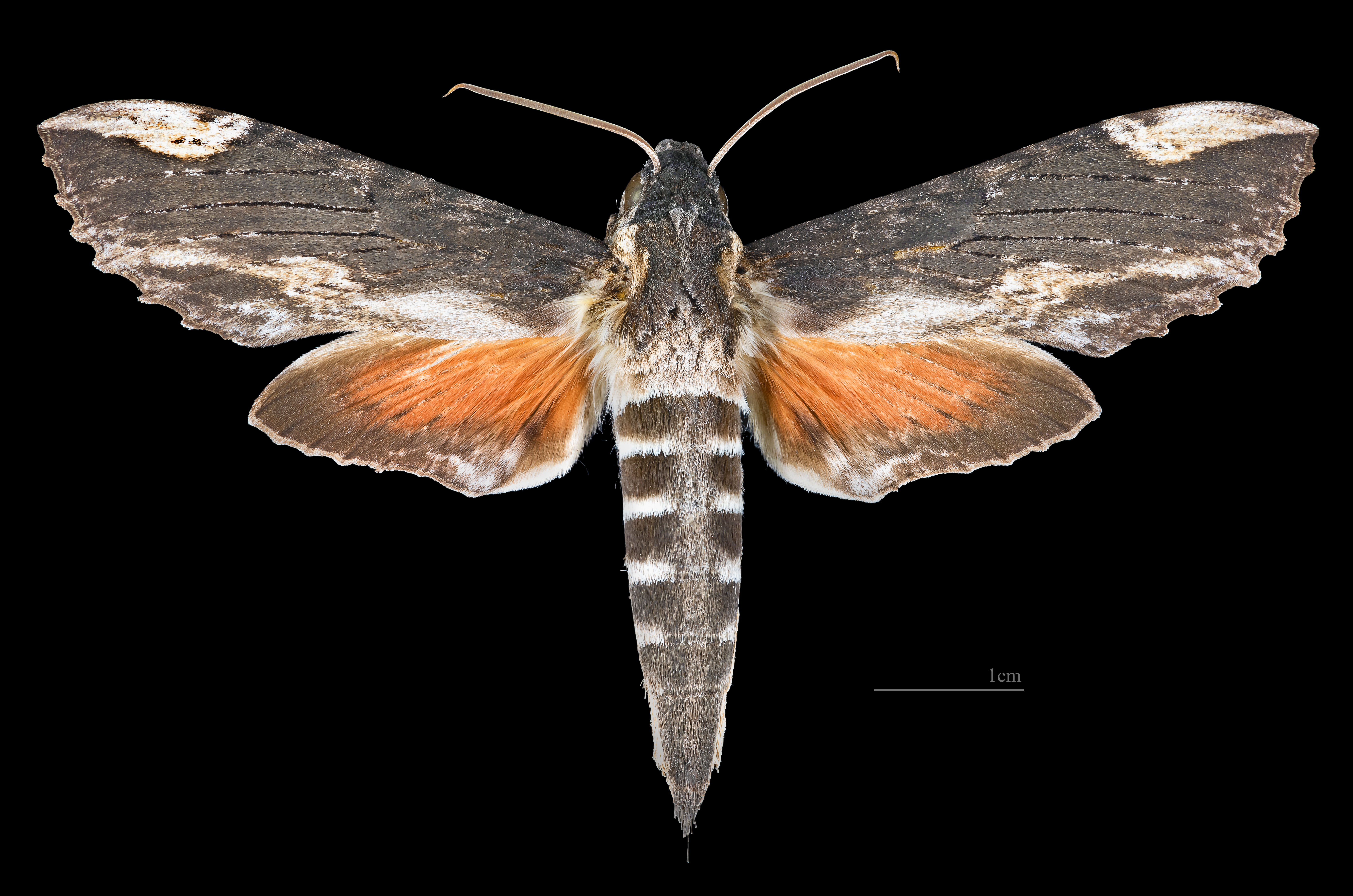
Erinnyis impunctata  ♀
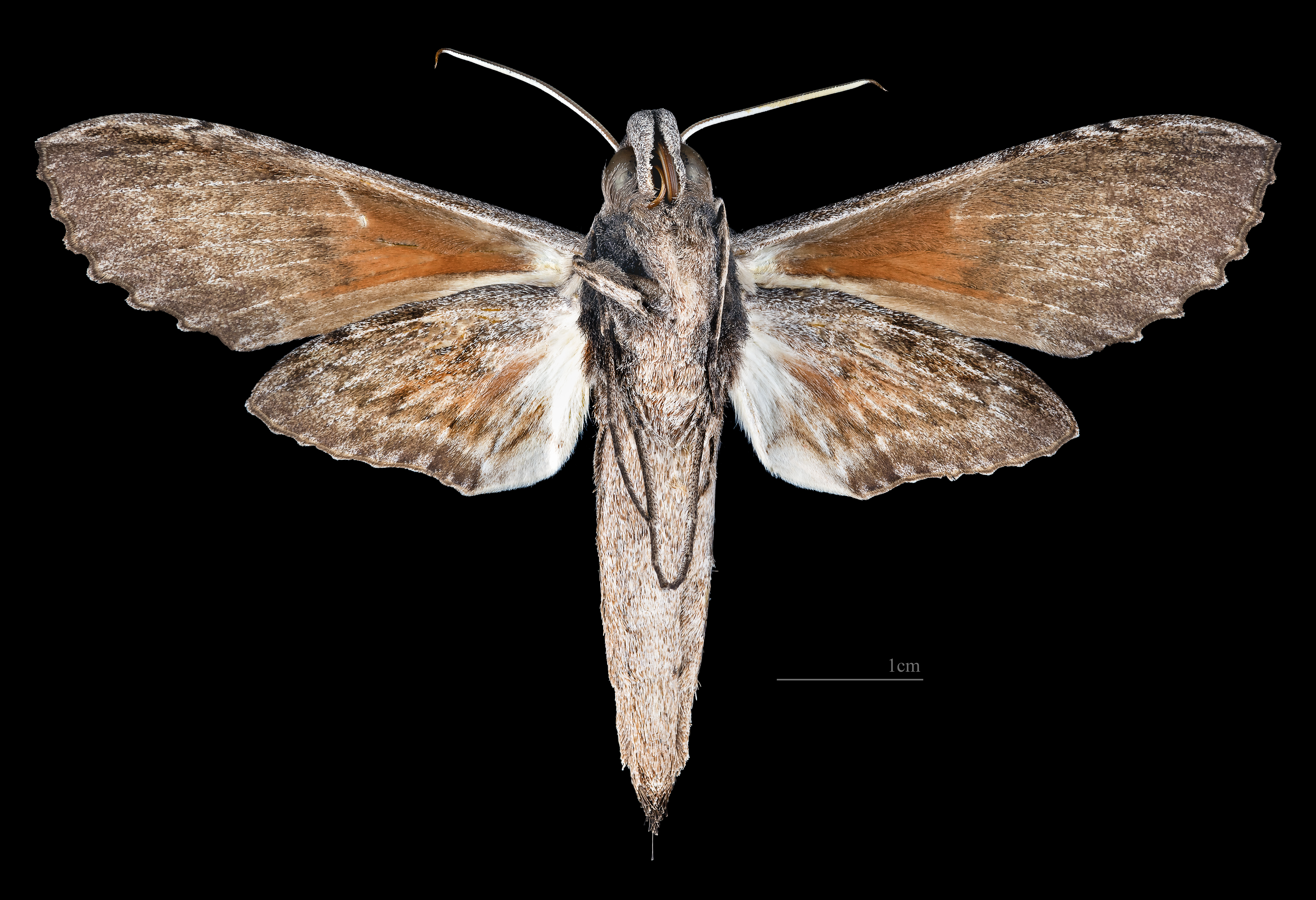
Erinnyis impunctata  ♀ △